# Alemán Coloniero
Alemán Coloniero is een soort Alemannisch dat in Colonia Tovar (Venezuela) gesproken wordt. Alemán Coloniero wordt nog maar door weinig mensen gesproken. Het is ontstaan uit de taal van Duitse emigranten die in 1843 vanuit de omgeving van Kaiserstuhl naar Venezuela trokken. Deze emigranten spraken een vorm van Nederalemannisch, dat van oudsher in de omgeving van het Duitse Baden gesproken wordt.